# Phoenix Shot Tower
Der Phoenix Shot Tower (auch bekannt als Merchants’ Shot Tower und Old Baltimore Shot Tower) ist ein historischer Schrotturm aus roten Mauerziegeln in Baltimore (Maryland, USA).

## Design
Der runde Turm besteht aus mehr als 1.000.000 roten Mauerziegeln. Seine oberirdische Höhe beträgt ca. 71,3 Meter (234 Fuß), was etwa 14 Stockwerken entspricht, sein Durchmesser beträgt an der Basis des Turms 12,2 Meter und verjüngt sich zur Spitze hin auf 6,1 Meter. Die Wände sind an der Basis 1,68 Meter dick und verjüngen sich zur Spitze hin in Stufen auf bis zu 0,51 Meter.

## Historie

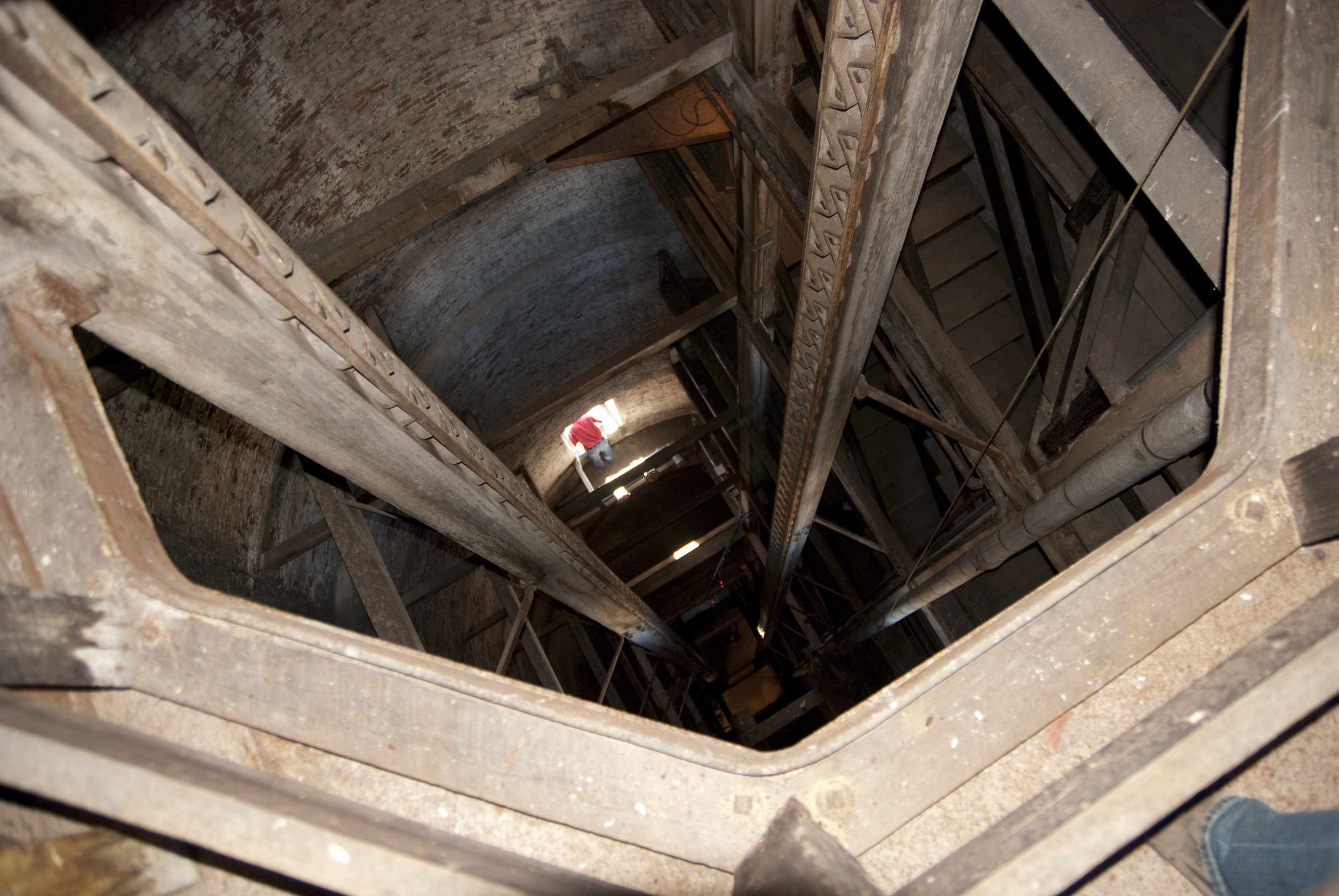
Das Innere des Phoenix Shot Tower, 2011, Blick von oben nach unten, zu erkennen ist der Aufzugsschacht mit Notbremssystem (Zickzackprofil)

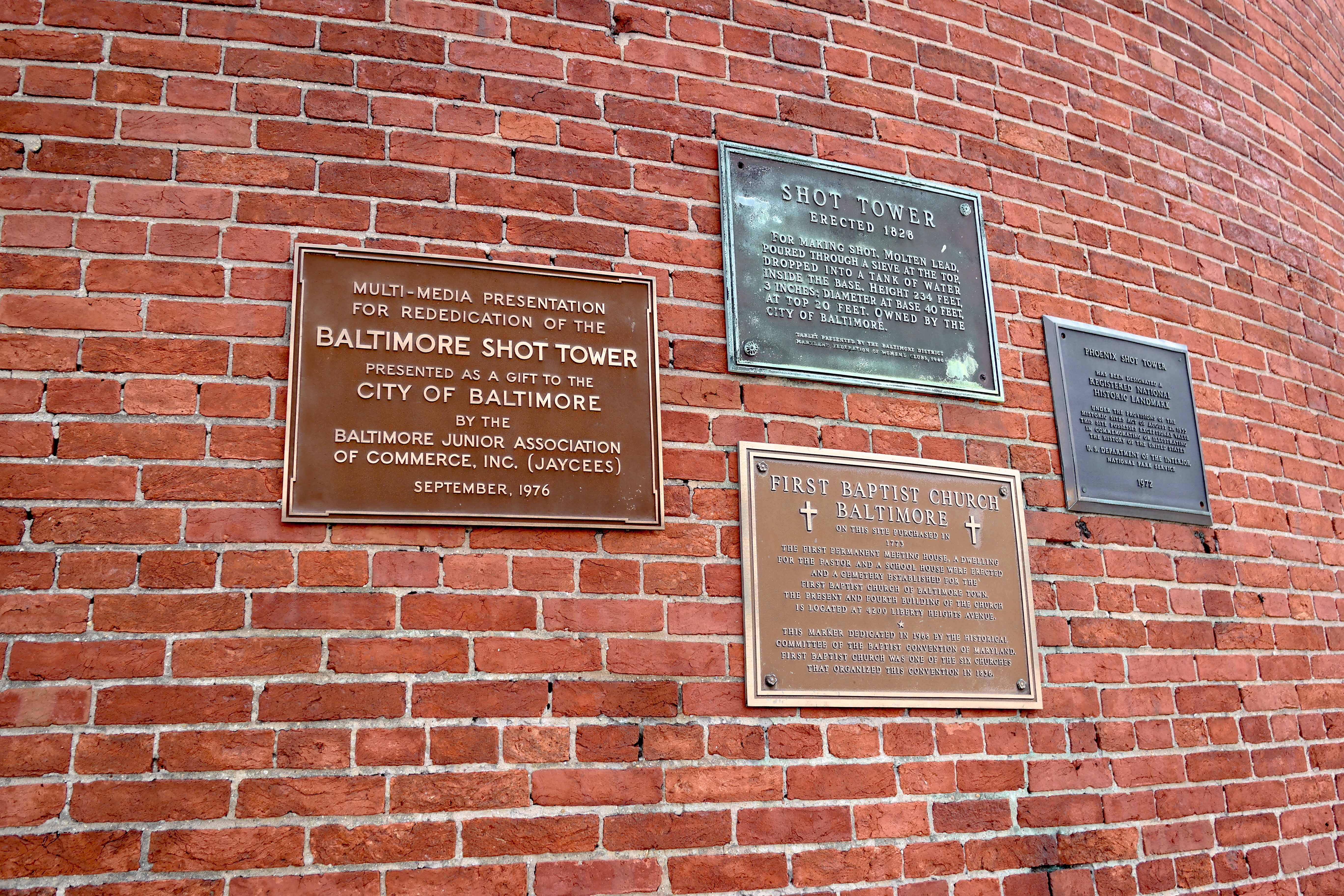
Gedenktafeln am Phoenix Shot Tower, 2015

Der Turm wurde 1828 errichtet und war von diesem Zeitpunkt bis 1846 das höchste Gebäude in den USA. Die Produktion von Schrot betrug im Schnitt 1.000.000 25-Pfund-Säcke im Jahr, also ca. 11.340 Tonnen. 1882 wurde das Innere des Turms durch ein Feuer stark beschädigt, die Holzeinbauten verbrannten, die Ziegel blieben jedoch intakt. Daraufhin wurde der Turm kurzfristig instand gesetzt und die Produktion danach noch bis 1892 fortgesetzt. Am 1. Oktober 1969 wurde der Phoenix Shot Tower in das National Register of Historic Places (deutsch: „Nationales Verzeichnis historischer Stätten“) aufgenommen und am 11. November 1971 zum National Historic Landmark erklärt. Der Turm ist der einzige verbliebene Schrotturm in Baltimore und einer von wenigen verbliebenen landesweit.

## Trivia
- Der Phoenix Shot Tower und die Produktion von Schrotkugeln standen Pate für den Namen der Baltimore Bullets (1944–1954) und der Baltimore Bullets (1963–1973), zweier Basketballmannschaften.[3]